# Get You Down
Get You Down is een nummer van de Britse muzikant Sam Fender uit 2021. Het is dederde single van zijn tweede studioalbum Seventeen Going Under.
Het nummer lijkt ietwat op voorganger Seventeen Going Under met de aanwezige gitaren en trompet. Maar anders dan op Fenders vorige singles, zijn op "Get You Down" ook violen te horen. Volgens Fender is het "één van de persoonlijkere tracks op het album" en de eerste die hij ooit geschreven heeft. "'Get You Down' is een van de eerste nummers die laat zien hoe die onzekerheid mijn relaties verscheurde, en mijn laatste relatie in het bijzonder", aldus Fender. Het nummer bereikte de 48e positie in het Verenigd Koninkrijk. In het Nederlandse taalgebied werden, ondanks enige airplay op diverse radiostations, geen hitlijsten bereikt.